# Cuelgamures (kommunhuvudort)
Cuelgamures är en kommunhuvudort i Spanien.   Den ligger i provinsen Provincia de Zamora och regionen Kastilien och Leon, i den centrala delen av landet, 190 km nordväst om huvudstaden Madrid. Cuelgamures ligger 802 meter över havet och antalet invånare är 132.
Terrängen runt Cuelgamures är platt, och sluttar norrut. Runt Cuelgamures är det mycket glesbefolkat, med 7 invånare per kvadratkilometer. Närmaste större samhälle är Morales del Vino, 16,7 km norr om Cuelgamures. Trakten runt Cuelgamures består till största delen av jordbruksmark.